# Champignon corticioïde
Pour les articles homonymes, voir Croûte et Croûte (biologie).
Ne doit pas être confondu avec Corticoïde.
Taxons concernés

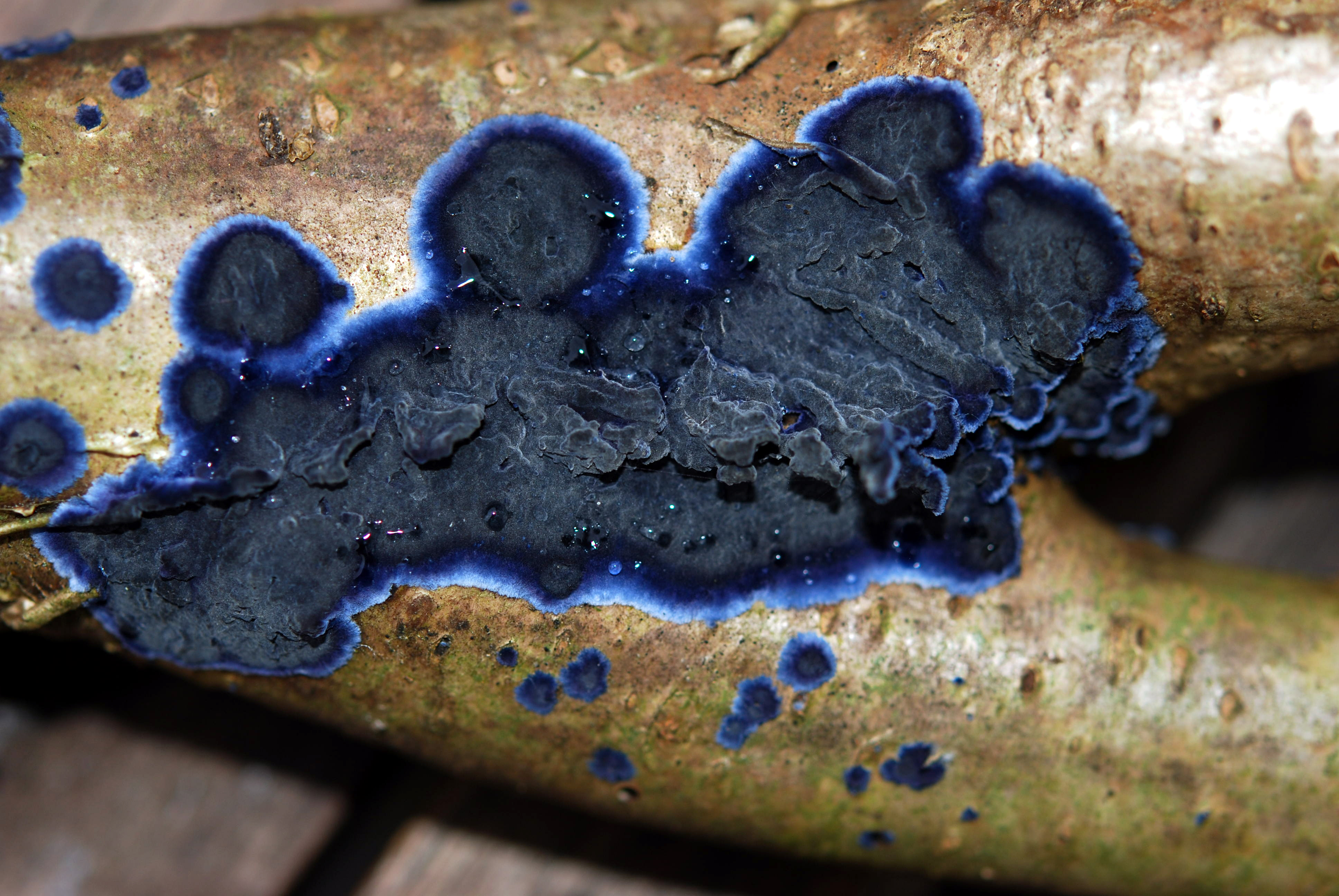
Le champignon corticioïde Terana caerulea, se développant à la surface d'une branche morte

Les champignons corticioïdes (littéralement en forme de cortex) sont un groupe de champignons généralement basidiomycètes  dont les organes de fructification se forment sur la face inférieure des branches mortes ou qui s'attachent aux écorces ou aux feuilles tombées. Ils sont parfois familièrement appelés champignons en forme de croûte ou en anglais champignons patch. Établi par Persoon en 1794, ce groupe était rapproché à l'origine du genre Corticium, et ensuite classé dans la famille Corticiaceae. Il est maintenant démontré que ces différentes espèces corticioïdes ne sont pas étroitement liées. Le fait qu'elles se ressemblent est un exemple de convergence évolutive. Toutefois, comme ces espèces sont souvent étudiées en tant que groupe, il est commode de conserver comme secteur non-taxonomique informel le nom de champignons corticioïdes.
Les champignons corticioïdes portent leurs basides et basidiospores sur une surface lisse ou presque. Par définition, ils n'ont jamais de pores, de dents ou de lames. De plus, ils sont collés à leur substrat et sont résupinés, c'est-à-dire que leur hyménium est retourné, la croûte étant typiquement contre le tronc. Ils s'opposent aux champignons stéréoïdes qui ne reposent pas entièrement à plat sur le substrat et ne sont pas résupinés.

## Habitat
Les champignons corticioïdes ont une distribution mondiale, mais sont évidemment plus fréquents dans les espaces forestiers.